# Labeo dyocheilus
Labeo dyocheilus és una espècie de peix de la família dels ciprínids i de l'ordre dels cipriniformes.
Els adults poden assolir els 90 cm de longitud total. Es troba al Pakistan, l'Índia, Bangladesh i Nepal. També present a la conca del riu Mekong.